# William Chambers (Architekt)

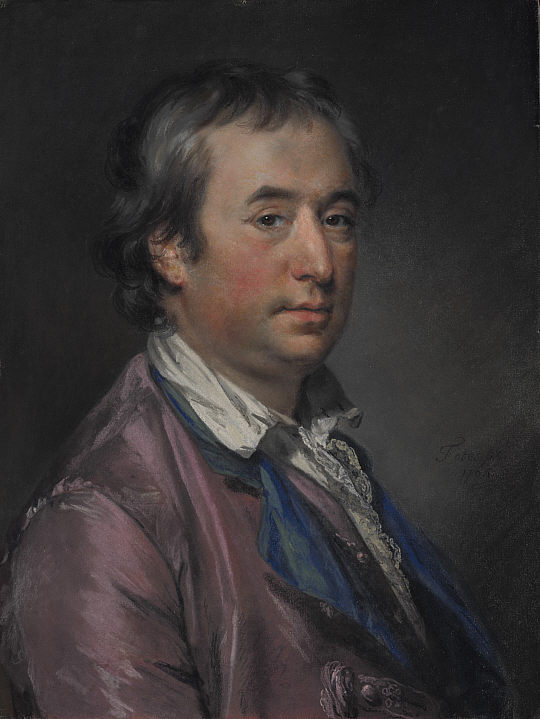
William Chambers, Gemälde aus dem Jahr 1764 von Francis Cotes

William Chambers RA (* 23. Februar 1723 in Göteborg; † 8. März 1796 in London) war ein schottischer Architekt und Gründungsmitglied der Royal Academy of Arts. Zu seinen bekanntesten Werken zählen Somerset House in London, die chinesische Pagode in den Royal Botanic Gardens sowie die unter anderem bei den Krönungen britischer Monarchen genutzte Goldene Staatskutsche.

## Leben

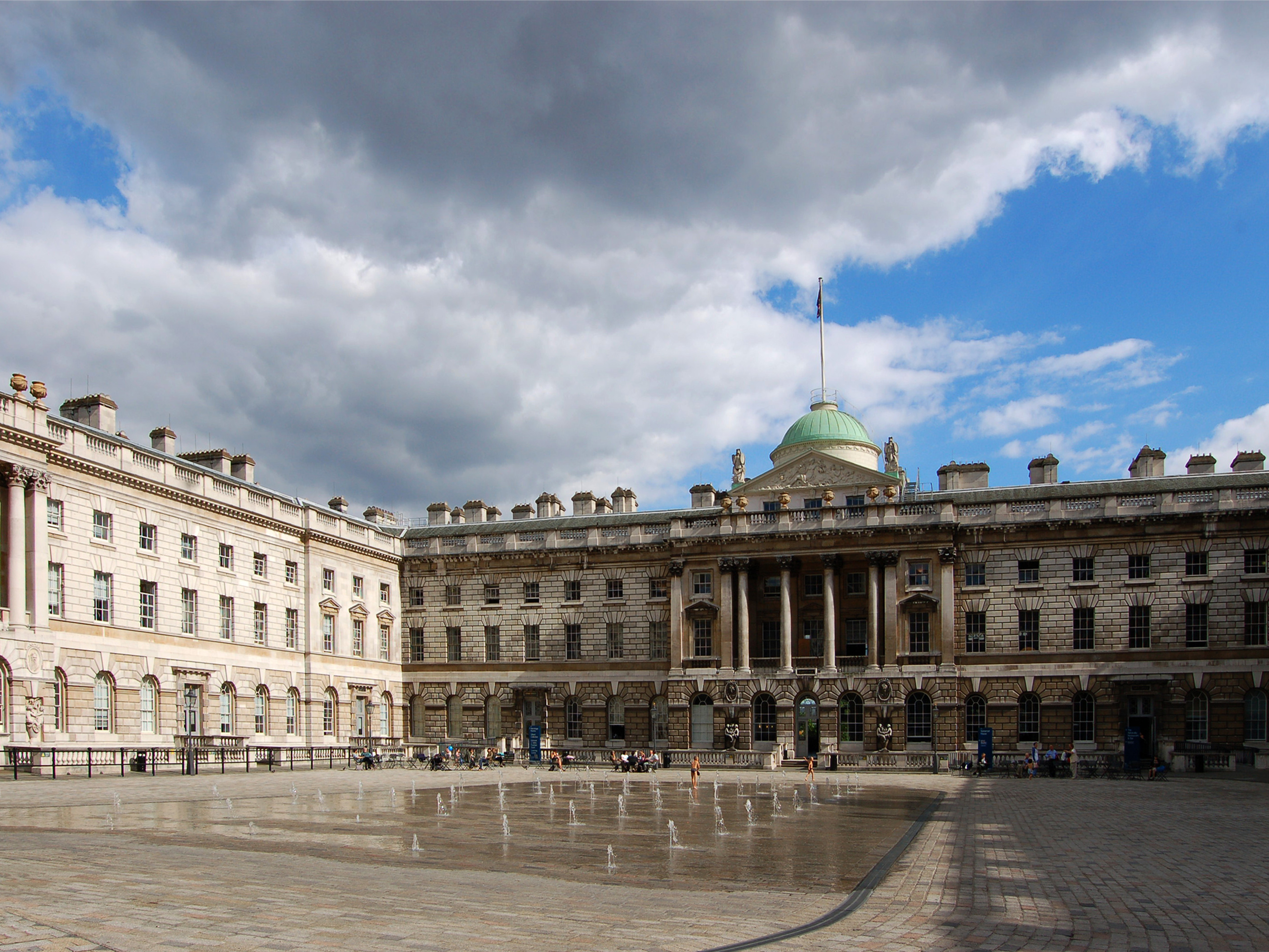
Somerset House in London

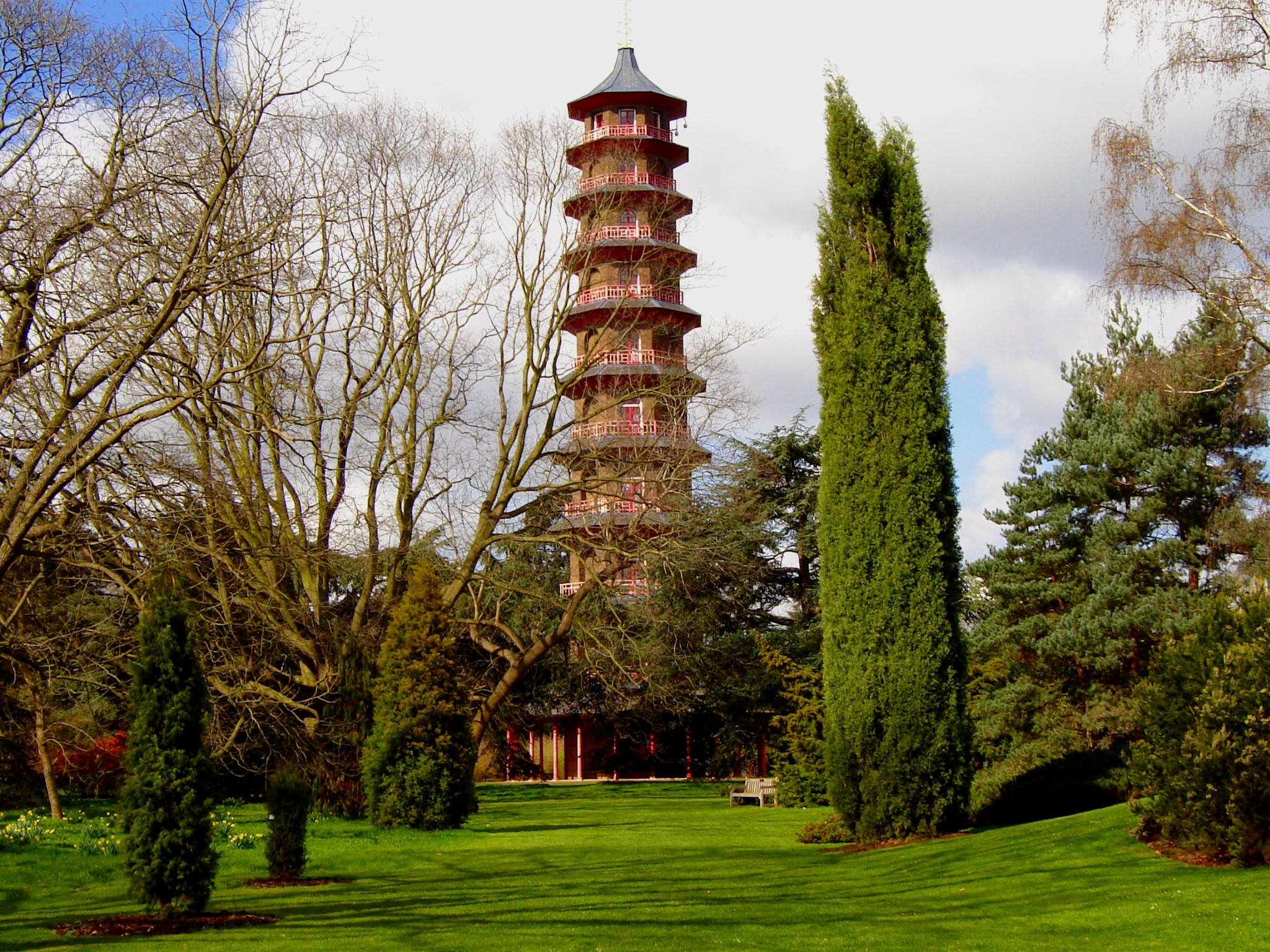
Pagode in Kew Gardens

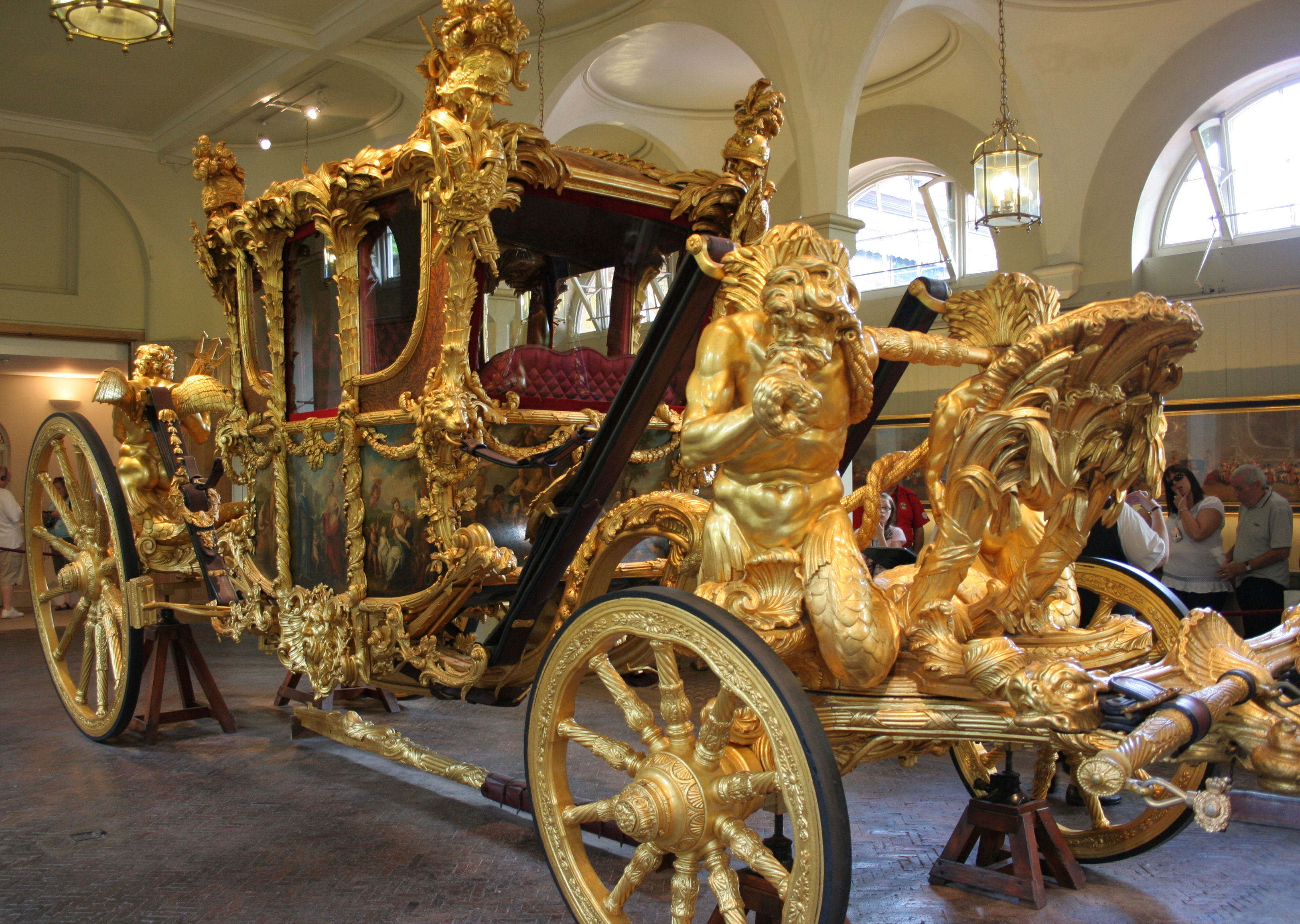
Goldene Staatskutsche

William Chambers war der Sohn einer Kaufmannsfamilie. Diese übersiedelte in seiner Kindheit in das Königreich Großbritannien nach Ripon in Yorkshire. Im Jahr 1740 trat er in die Dienste der Schwedischen Ostindien-Kompanie.

### Frühwerk
Während mehrerer Aufenthalte in China studierte er die Baukunst und Gartenkunst des Landes. Nach seiner Rückkehr trat er 1749 in Paris der École des Arts als Schüler Jacques-François Blondels bei. Weitere fünf Jahre verbrachte er in Rom an der Academy of English Professors of the Liberal Arts mit dem Studium und Kopieren der Antike und Italienischen Renaissance. Chambers kehrte 1755 nach England zurück. Auch nach seiner Rückkehr aus Italien pflegte er seine guten Beziehungen nach Frankreich zu den früheren Bekannten und ehemaligen Studenten der Académie royale de peinture et de sculpture und Prix de Rome Preisträgern der Académie de France à Rome.
In den folgenden Jahren führte Chambers neben Robert Adam eines der großen Londoner Büros. Chambers arbeitete im Auftrag von Augusta, Princess of Wales (1719–1772) (Prinzessin von 1736 bis 1751) an der Gestaltung von Kew. In den Jahren nach 1758 arbeitete Chambers bei der Ausgestaltung der Gärten mit Park- und Staffagenarchitektur gemeinsam mit Johann Heinrich Müntz.
Chambers erweiterte einen um 1720 entstandenen kleinen Jagdsitz im Jahr 1760 zu einem bis heute erhaltenen, inkorporierten Gebäude von Goodwood House. Von ihm stammt auch das dort errichtete Gebäude der Stallungen, die Stables, das als einer seiner gelungensten Entwürfe gilt.

### Spätwerk
William Chambers wurde 1768 zum Mitglied der Royal Academy of Arts gewählt und war gemeinsam mit Robert Adam Surveyor of the King’s Work von Georg III. Von 1761 an war er in der inoffiziellen Position eines Joint Architect to the King tätig, und von 1769 bis 1782 übernahm er als Architect to the King eine offizielle Funktion; er plante und beaufsichtigte damit als Verantwortlicher für die königlichen Bauten die Instandhaltungs- und Erweiterungsarbeiten öffentlicher Gebäude.

### Theorien
In seinen Bauten und Schriften bezieht sich William Chambers auf die Idee des „Picturesquen“.

## Würdigung
William Chambers gehört neben James „Athenian“ Stuart und Robert Adam, der zugleich sein größter Rivale war, zu den ersten Architekten des Klassizismus in England. Seine fundierte Ausbildung an der Ecole des Arts unterscheidet seine Arbeiten von den bekannteren englischen gentlemen architects. Deutlich sichtbar sind die Unterschiede in der plastischen Qualität seiner Architektur, der Dekoration des Inneren und seinen Möbeln. Durch diese wirken seine Arbeiten schwer und maskulin. Was Chambers’ französisch beeinflusstem Stil fehlt, ist das Spielerische und die commodité im Vergleich mit Arbeiten aus der Schule Blondels, aber auch verglichen mit den Arbeiten von Robert Adam.

## Schriften
- Designs of Chinese buildings, furniture, dresses, machines, and utensils. To which is annexed a description of their temples, houses, gardens, &c. London 1757 (archive.org).
- Desseins des edifices, meubles, habits, machines, et ustenciles des Chinois. Auxquels est ajoutée une descr. de leurs temples, de leurs maisons, de leurs jardins, etc. London 1757.
  - Traité des édifices, meubles, habits, machines, et ustensiles des Chinois, gravés sur les originaux dessinés a la Chine, (…) compris une description de leurs temples, maisons, jardins, etc. Paris 1776 (archive.org).
- A treatise on civil architecture in which the principles of that art are laid down and illustrated by a great number of plates accurately designed and elegantly engraved by the best hands. London 1759, doi:10.3931/e-rara-13406.
- Plans, Elevations, Sections and Perspective Views of the Gardens and Buildings at Kew in Surry. London 1763 (archive.org).
- A dissertation on oriental gardening. London 1772 (archive.org).

## Gebaute Werke (Auswahl)
- Somerset House in London, sein bekanntestes Bauwerk, entstand von 1776 bis 1796.
- Im Jahr 1760 wurde die Goldene Staatskutsche gebaut. Die Rokokokutsche wurde erstmals 1762 zur Parlamentseröffnung und seit 1831 bei allen Krönungen britischer Monarchen genutzt.
- Die zehngeschossige Pagode in den Royal Botanic Gardens 1761 sowie die dortige Orangerie und den „Temple of Bellona“ sowie den „Temple of Aeolus“.
- Das (ehemalige) Observatorium in Kew für George III.[3]
- Etwa 1775 entstand ein Pavillon für Henry Scott, 3rd Duke of Buccleuch. Caroline von Braunschweig bewohnte diesen nach der Trennung vom Prinzregenten (dem späteren König Georg IV.) ab 1799.
- Für James Caulfeild, 1. Earl of Charlemont entwarf er in Dublin das Charlemont House (heute Standort der Dublin City Gallery The Hugh Lane) und das Casino Marino (einen klassizistischen Pavillon im Garten des Marino House) sowie Kapelle und Public Theatre (Examination Hall) des Trinity College.
- Duddingston House entwarf er 1760/1761 für James Hamilton, 8. Earl of Abercorn.
- Dundas House, den heutigen Sitz der Royal Bank of Scotland, entwarf er 1771 für Sir Lawrence Dundas.
- Für Joseph Damer, 1. Earl of Dorchester entwarf er 1780 die neogotische Erweiterung von Milton Abbey in Dorset, dessen Garten von dem berühmten Landschaftsarchitekten Capability Brown geplant wurde.
- Für Leopold III. Friedrich Franz von Anhalt-Dessau baute er von 1793 bis 1797 in Oranienbaum die Pagode (Oranienbaum).
- Außerdem wird der Dunmore Pineapple im Dunmore Park nahe Falkirk Chambers zugeschrieben.
- Ebenso wie die Pagode in Pagoda Gardens, in Blackheath, einem Vorort von London.
- Am Parliament Square auf dem Gelände des Trinity College Dublin baute Chambers 1777 die Examination Hall und ihr gegenüber spiegelbildlich 1798 die Chapel.

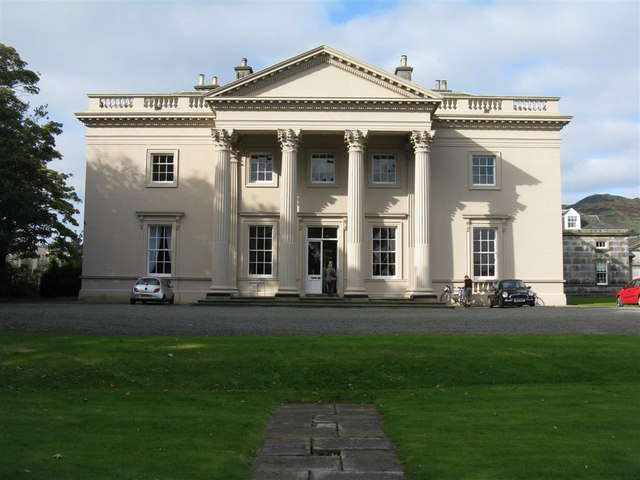
Duddingston House in Edinburgh
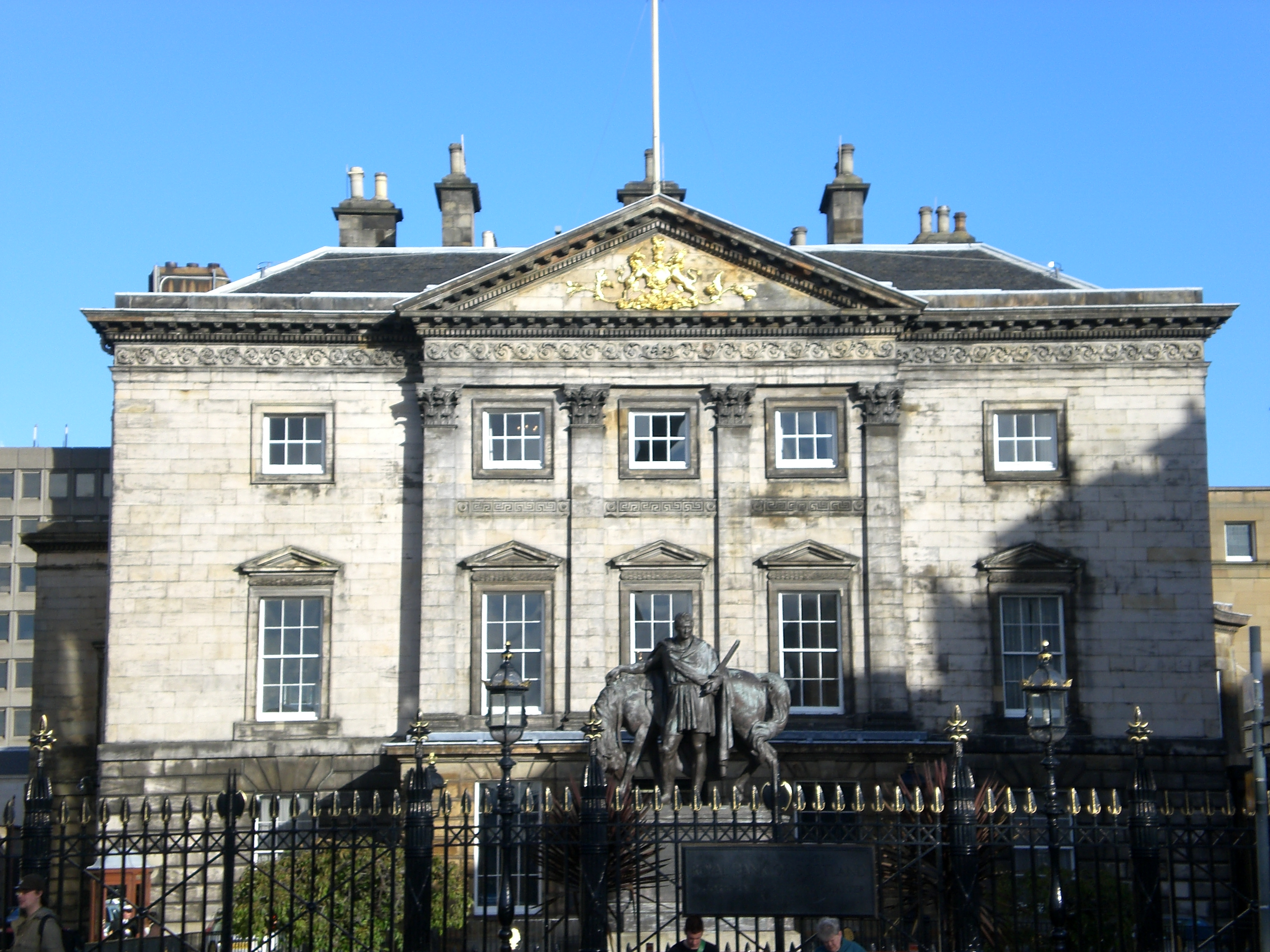
Dundas House in Edinburgh
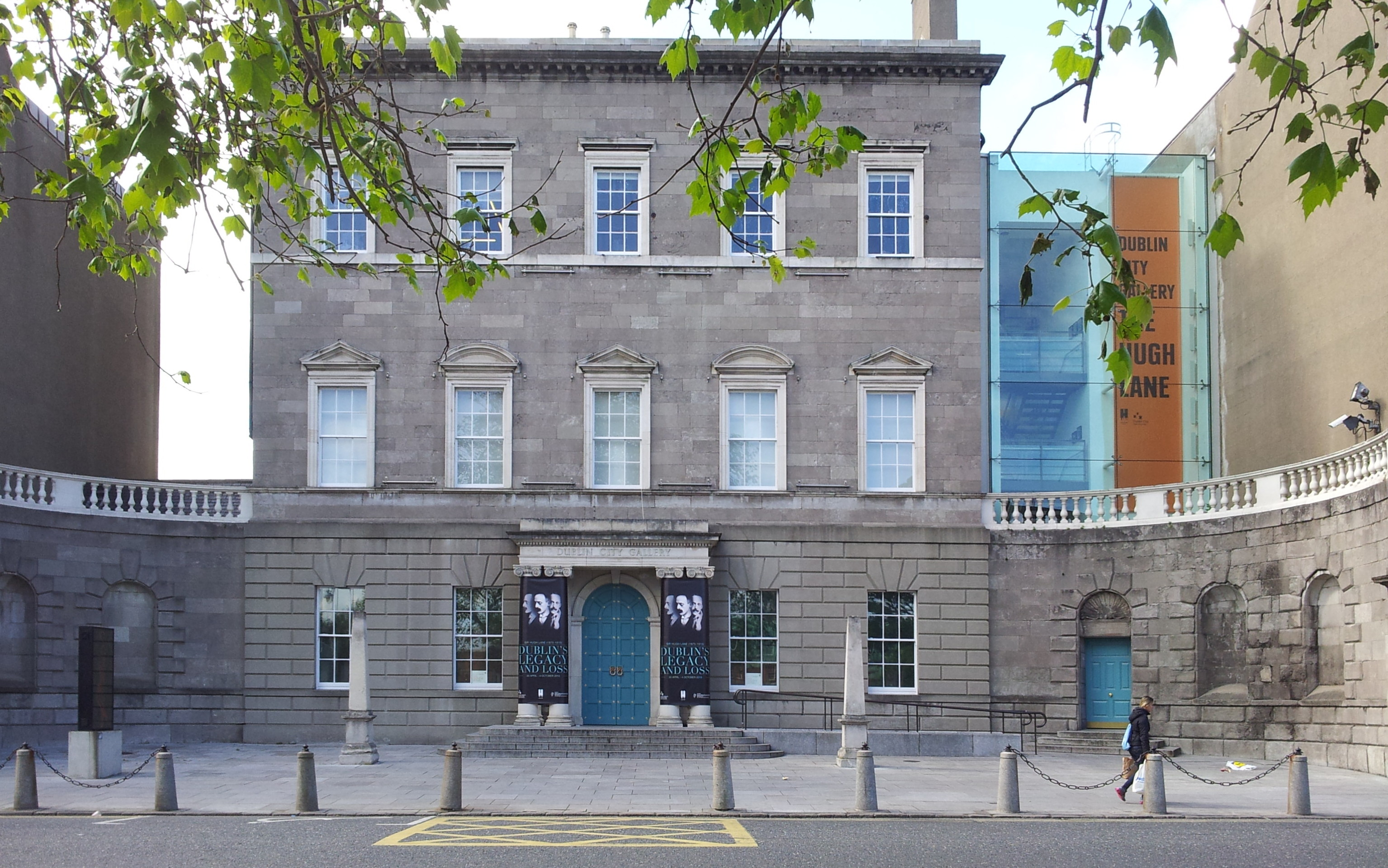
Charlemont House in Dublin
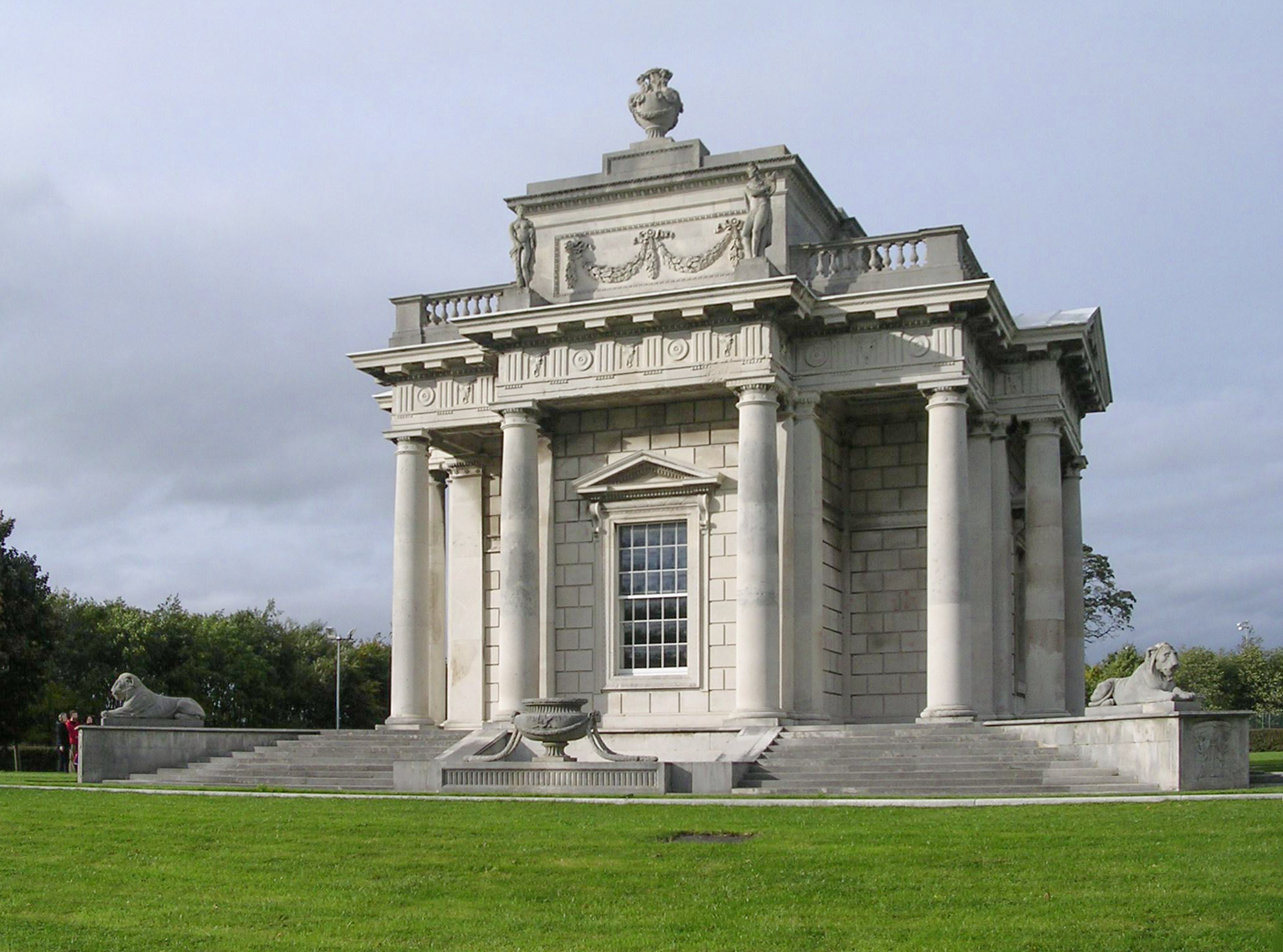
Casino at Marino in Dublin
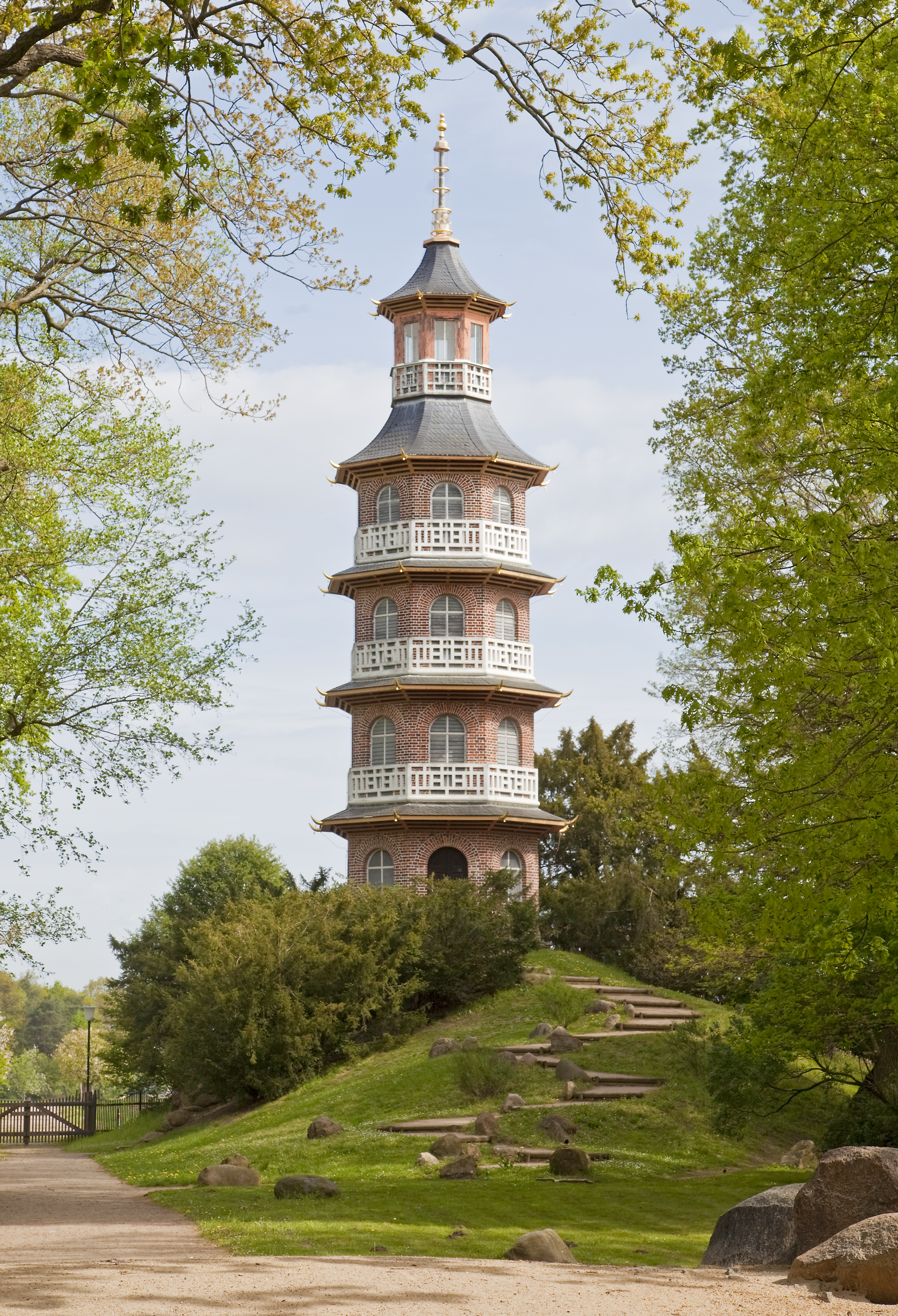
Pagode in Oranienbaum
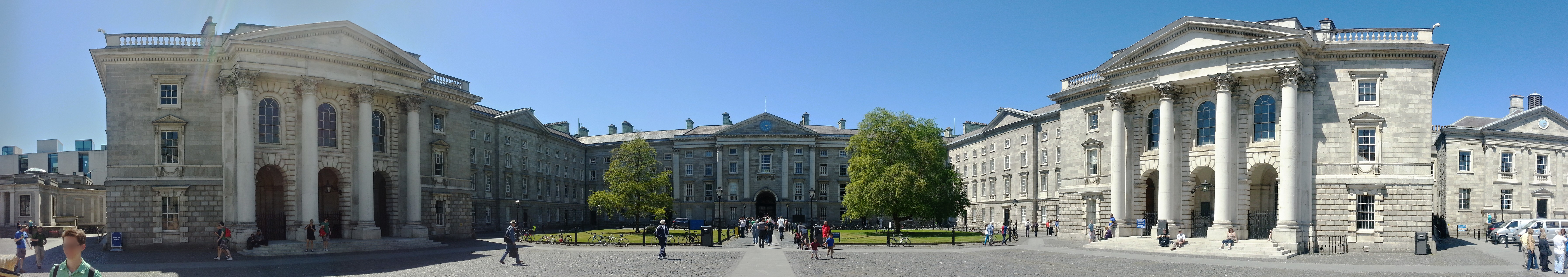
Parliament Square, Trinity College Dubli, links die Examinations Hall und rechts die Chapel